# Theo Snelders
Theodorus Antonius Gerardus „Theo“ Snelders (* 7. prosince 1963, Westervoort, Nizozemsko) je bývalý nizozemský fotbalový brankář a reprezentant. Část své kariéry strávil v nizozemském klubu FC Twente z Enschede, kde po jejím ukončení působil ve funkci trenéra brankářů.
Mimo Nizozemsko působil na klubové úrovni ve Skotsku.

## Klubová kariéra
V Nizozemsku hrál na seniorské úrovni za FC Twente (1980–1988), poté odešel do Skotska, kde působil v klubech Aberdeen FC (1988–1996) a Rangers FC (1996–1999). V roce 1999 se vrátil do vlasti, kde o dva roky později ukončil hráčskou kariéru v dresu MVV Maastricht.

## Reprezentační kariéra
Zúčastnil se Mistrovství světa hráčů do 20 let 1983 v Mexiku, kde byli mladí Nizozemci vyřazeni ve čtvrtfinále svými vrstevníky z Argentiny (prohra 1:2).
V A-mužstvu Nizozemska debutoval 22. 3. 1989 v přátelském utkání v Eindhovenu proti týmu SSSR (výhra 2:0). Byl to jeho jediný zápas v dresu Oranje. Byl však náhradním brankářem v nizozemském týmu na Mistrovství světa 1994 v USA.